# 68 Batalion Łączności Wojsk Obrony Wewnętrznej
68 batalion łączności Wojsk Obrony Wewnętrznej (68 bł WOWew) – pododdział łączności Wojsk Obrony Wewnętrznej.
Batalion został sformowany na podstawie zarządzenia szefa Sztabu Generalnego Wojska Polskiego Nr 096/Org. z 11 lipca 1967. Jednostka została zorganizowana w Węgrzcach koło Krakowa.
W dniu 1 stycznia 1975 roku stan ewidencyjny batalionu liczył 483 żołnierzy, co stanowiło 80,3% stanu etatowego.
Na podstawie zarządzenia szefa Sztabu Generalnego Wojska Polskiego Nr 044/Org. z dnia 14 lipca 1976 roku jednostka została rozformowana.